# Црвени игличави пацов
Црвени игличави пацов (лат. Maxomys surifer) је врста глодара из породице мишева (лат. Muridae).

## Распрострањење
Врста има станиште у Брунеју, Вијетнаму, Индонезији, Камбоџи, Кини, Лаосу, Малезији, Мјанмару и Тајланду.

## Станиште
Црвени игличасти пацов има станиште на копну.
Врста је по висини распрострањена до 1.200 метара надморске висине.

## Начин живота
Број младунаца које женка доноси на свет је обично 2-5.

## Угроженост
Ова врста није угрожена, и наведена је као последња брига јер има широко распрострањење.

### Популациони тренд
Популација ове врсте се смањује, судећи по расположивим подацима.